# Vari
De vari of bonte maki (Varecia variegata) is een lemuur uit de familie van maki's (Lemuridae). Hij is na de indri de grootste nog levende halfaap. De vari heeft een langharige vacht en een kraag die de oren en kin bedekt. Hij onderscheidt zich van de verwante rode vari (V. rubra) door de typische zwart-wittekening. Er worden drie geografische ondersoorten onderscheiden: de zwart-witte vari (V. v. variegata), de gordelvari (V. v. subcincta) en V. v. editorum.
Net als vrijwel alle lemuren is de vari endemisch in Madagaskar. Hij komt uitsluitend voor in regenwouden in het oosten en noordoosten van het eiland. Het is een dagactief dier dat het grootste deel van zijn tijd doorbrengt in de bovenste boomlagen. De meeste vari's leven in groepen met een complexe sociale structuur. Soortgenoten communiceren met elkaar middels een verscheidenheid aan geluiden. Bekend is het koor dat meerdere keren per dag wordt ingezet en waar alle leden van de groep aan meedoen.
Voor voedsel is de vari aangewezen op bossen met voldoende fruitbomen. Hij voedt zich onder andere met vruchten, nectar en bloemen. De vari vervult daarbij een belangrijke ecologische rol als bestuiver van planten en verspreider van zaden. Door het verdwijnen en versnipperen van zijn leefgebied wordt de vari in zijn voortbestaan bedreigd.

## Uiterlijke kenmerken
De vari is de grootste makisoort en wordt ongeveer zo groot als een terriër. Het is het de op een na grootste nog levende halfaap; de grootste is de indri (Indri indri), een lemuur met een overlappend verspreidingsgebied. De kop-romplengte van een volwassen vari bedraagt 43 tot 60 centimeter, met 55 centimeter als gemiddelde. De staartlengte varieert van 60 tot 65 centimeter, waarmee de vari de grootste totale lichaamslengte heeft onder de huidige halfapen. Het gewicht van een volwassen vari in het wild varieert van 2,6 tot 4,1 kilogram, maar ligt meestal tussen 3 en 3,5 kilogram. Vrouwtjes zijn gemiddeld een weinig zwaarder dan mannetjes, maar vertonen verder geen verschil in uiterlijk.
De vari heeft een dicht behaarde vacht met lange, zachte haren. Het zwart-witte kleurpatroon is gelijk bij beide geslachten, maar varieert per leefgebied. Hoe meer naar het zuiden, hoe meer het wit in het patroon toeneemt. Over het algemeen zijn de onderzijde, handen, voeten, schouders, de binnenkant van de ledematen en de kruin zwart. Ook de dichtbehaarde staart is meestal geheel zwart, al hebben sommige exemplaren witte ringen of een enkele witte streep over de gehele lengte. Het gezicht is overwegend zwart, maar is bij de meeste vari's voor een deel peper- en zoutkleurig, met name op de neusbrug. De overige delen van het lichaam, waaronder de flanken, de rug, een gedeelte van de achterpoten en kraag zijn wit. Bij de noordelijke ondersoort, de gordelvari (V. v. subcincta), is het wit op de rug beperkt tot een doorlopende band net boven de taille.
De beharing van het gezicht is korter dan op de rest van het lichaam. De oren worden bedekt door een dikke witte kraag die doorloopt tot de keel, maar de kruin vrijlaat. Samen met de zwart-witte vacht dankt de vari hier zijn Engelse soortnaam aan: black-and-white ruffed lemur ('zwart-witte gekraagde lemuur'). De huid is zwart en zichtbaar op de snuit, de onderzijde van handen en voeten en rond de ogen. De iris rond de ogen is donkergeel van kleur.

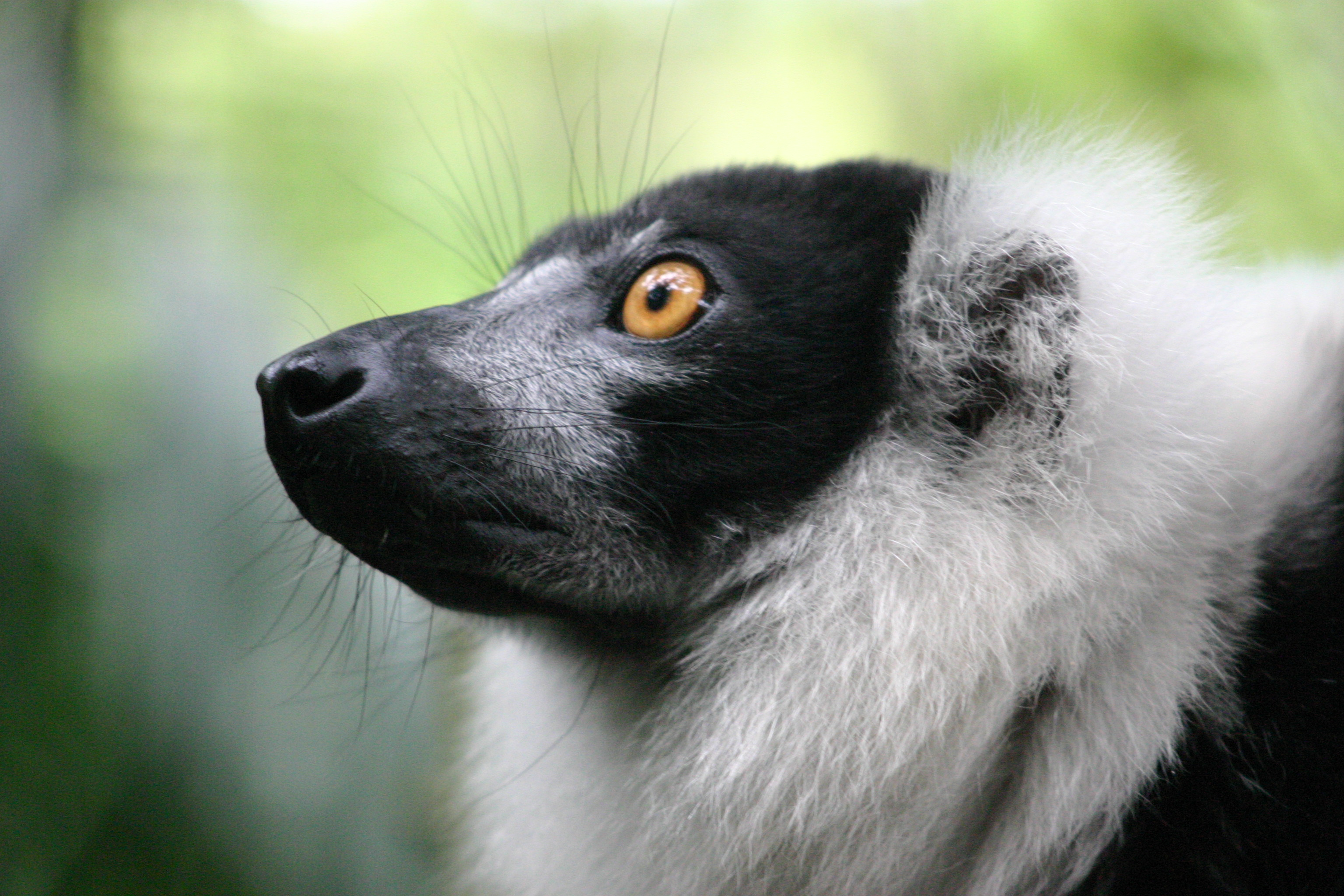
De lange snuit van de vari lijkt enigszins op die van een hond.
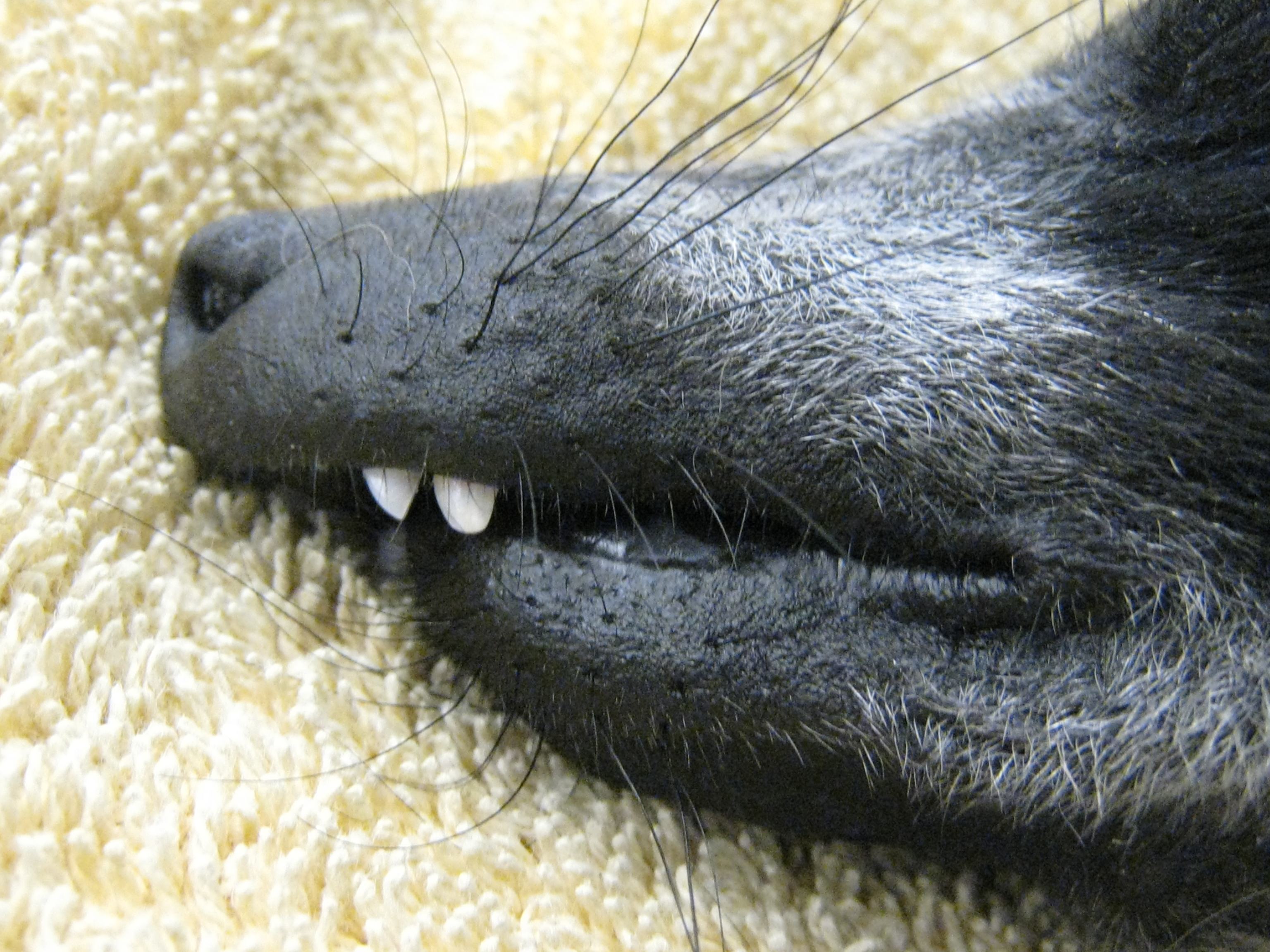
Bek van de vari met een duidelijk zichtbare overbeet
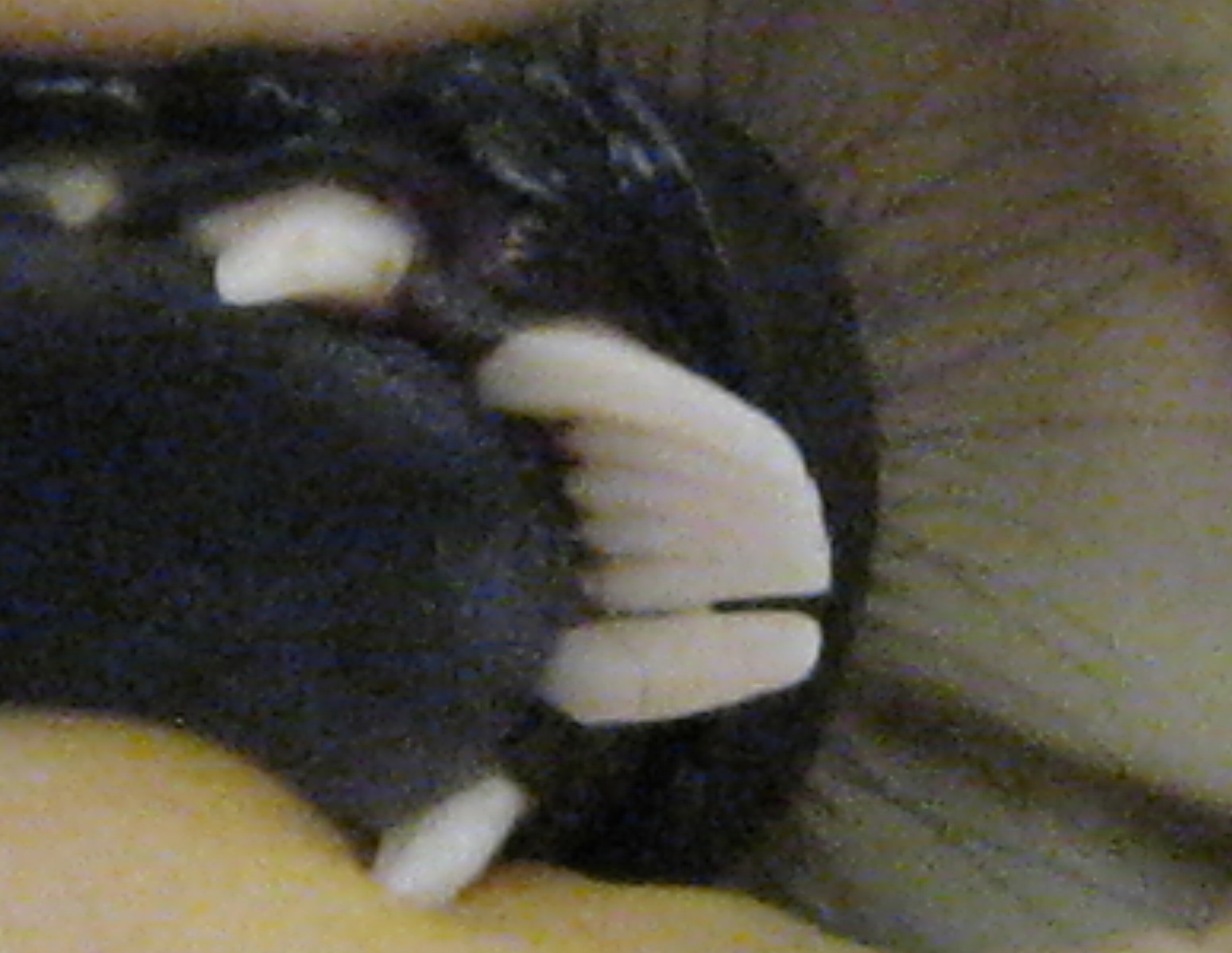
De tandenkam is een hulpmiddel om de vacht te verzorgen.
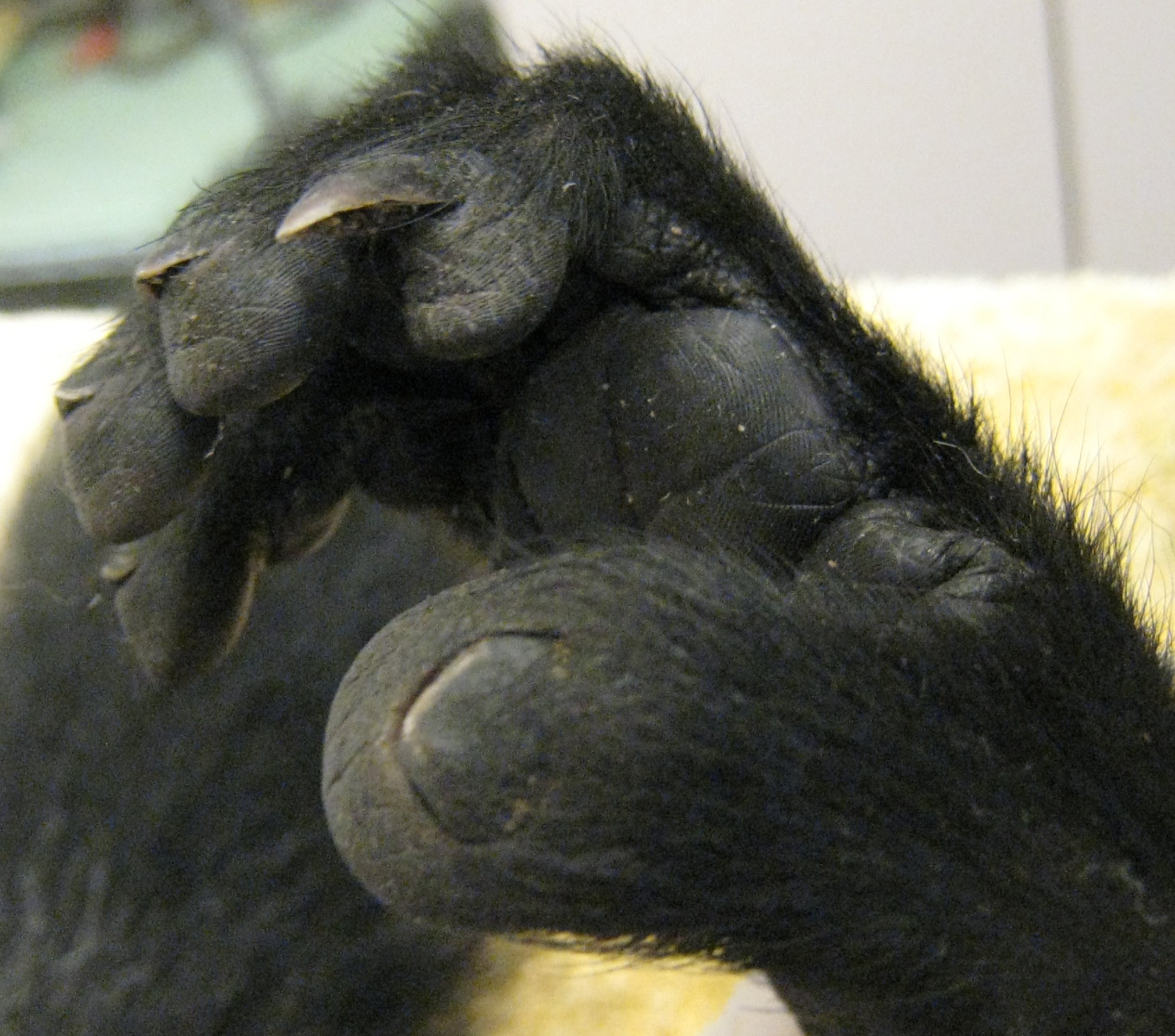
Voet van de vari met de speciale nagel voor de vachtverzorging

In tegenstelling tot andere lemuren hebben de vari en de verwante rode vari (V. rubra) een grote, naar voren gerichte snuit, vergelijkbaar met die van een hond. Ook hebben ze een significante overbeet, die de vari onder andere in staat stelt om de schil van vruchten te schrapen. Net als alle lemuren heeft de vari een tandenkam voor het verzorgen van zijn vacht. Deze bestaat uit zes parallel naar boven stekende ondertanden met een geringe onderlinge afstand. Voor plekken waar hij met zijn bek niet bij kan gebruikt de vari de tweede teen van een van zijn achterpoten. Deze heeft speciaal voor dit doel een extra lange nagel.

### Onderscheid met andere lemuren

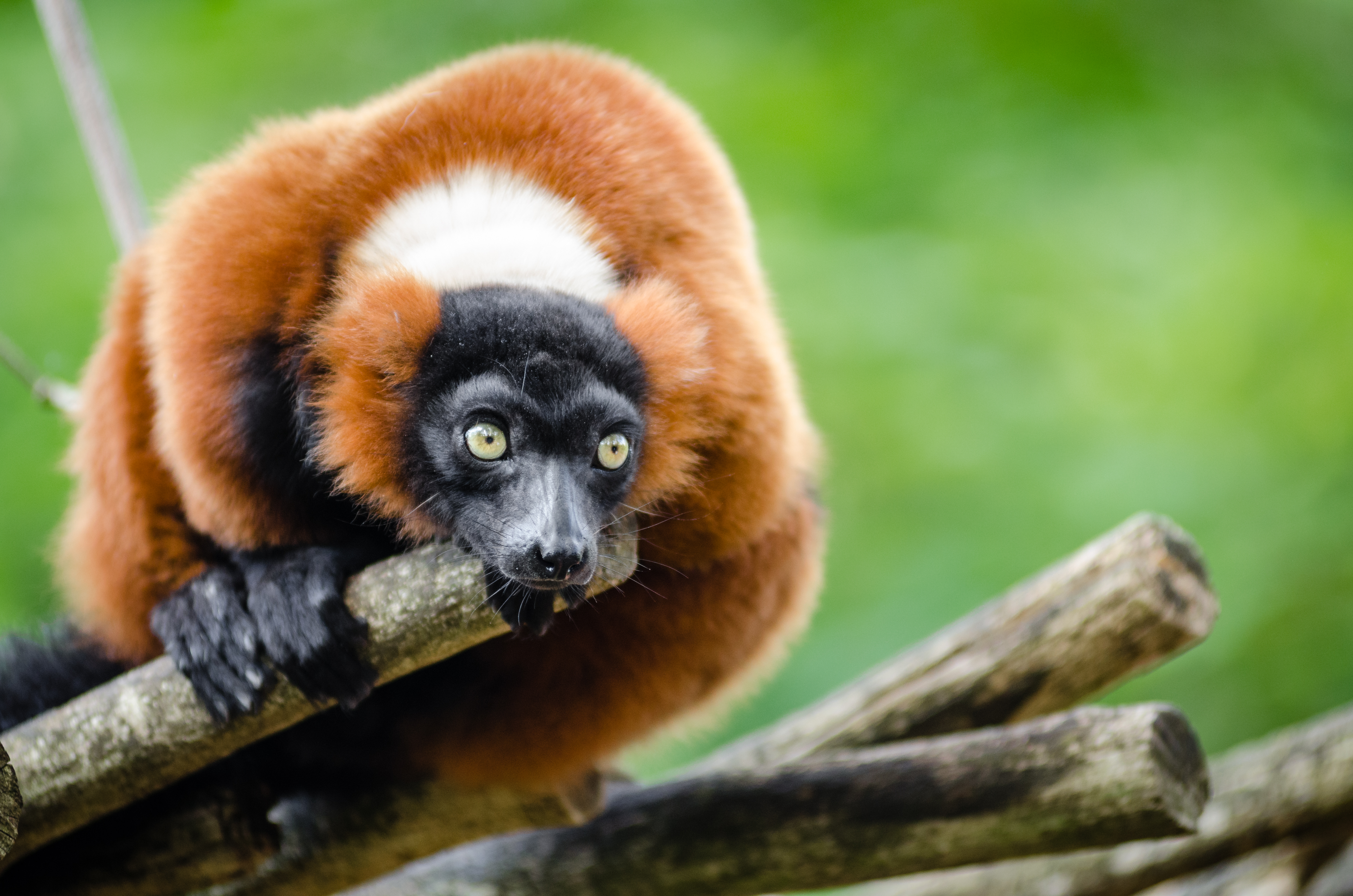
Rode vari (Varecia rubra)
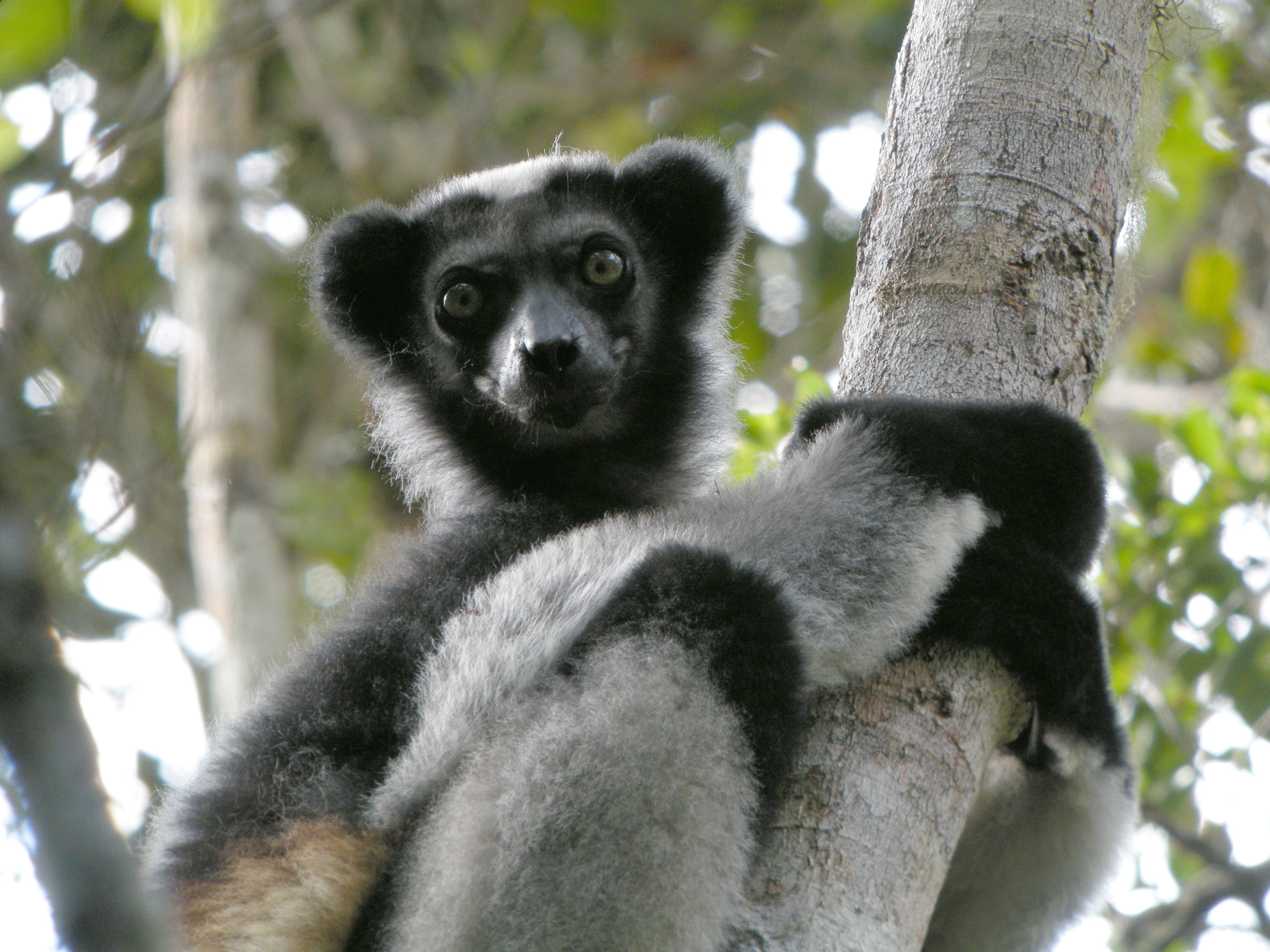
Indri (Indri indri) in het Nationaal park Mantadia

De vari is door zijn zwart-witte vachtkleur eenvoudig te onderscheiden van de meeste andere lemuren. De verwante rode vari bijvoorbeeld heeft een overwegend rode kleur. In sommige delen van Madagaskar overlapt de habitat van de vari die van de indri. Deze lemuur heeft een zwart-witte vacht en leeft bovendien net als de vari voornamelijk hoog in de bomen. De indri heeft echter een nauwelijks zichtbare staart en neemt doorgaans een verticale houding aan, dit in tegenstelling tot de vari. Andere lemuren in het leefgebied van de vari wijken dermate in uiterlijk af dat er nauwelijks mogelijkheid bestaat tot verwarring.

## Verspreiding en leefgebied

Verspreidingsgebied van de vari en de rode vari in 2014

De vari komt uitsluitend voor in Madagaskar. Zowel de flora als de fauna van het eiland heeft een hoog endemisch gehalte. Zo komen alle inheemse zoogdieren nergens anders voor. Dit geldt ook voor de lemuren, de infraorde waartoe de vari behoort.
In het wild wordt de vari alleen aangetroffen in het noorden en noordoosten van het eiland. De meeste vari's leven in de subtropische regenwouden aan de westzijde van de bergrug, die zich langs de gehele oostkust van het eiland uitstrekt. Hier komt de vari voor tot op een hoogte van 1350 meter. Zijn leefgebied is op veel plaatsen sterk versnipperd, maar de vari slaagt erin om in geïsoleerde bosfragmenten te overleven, zoals die in het Manomboreservaat en de omgeving van Kianjavato.

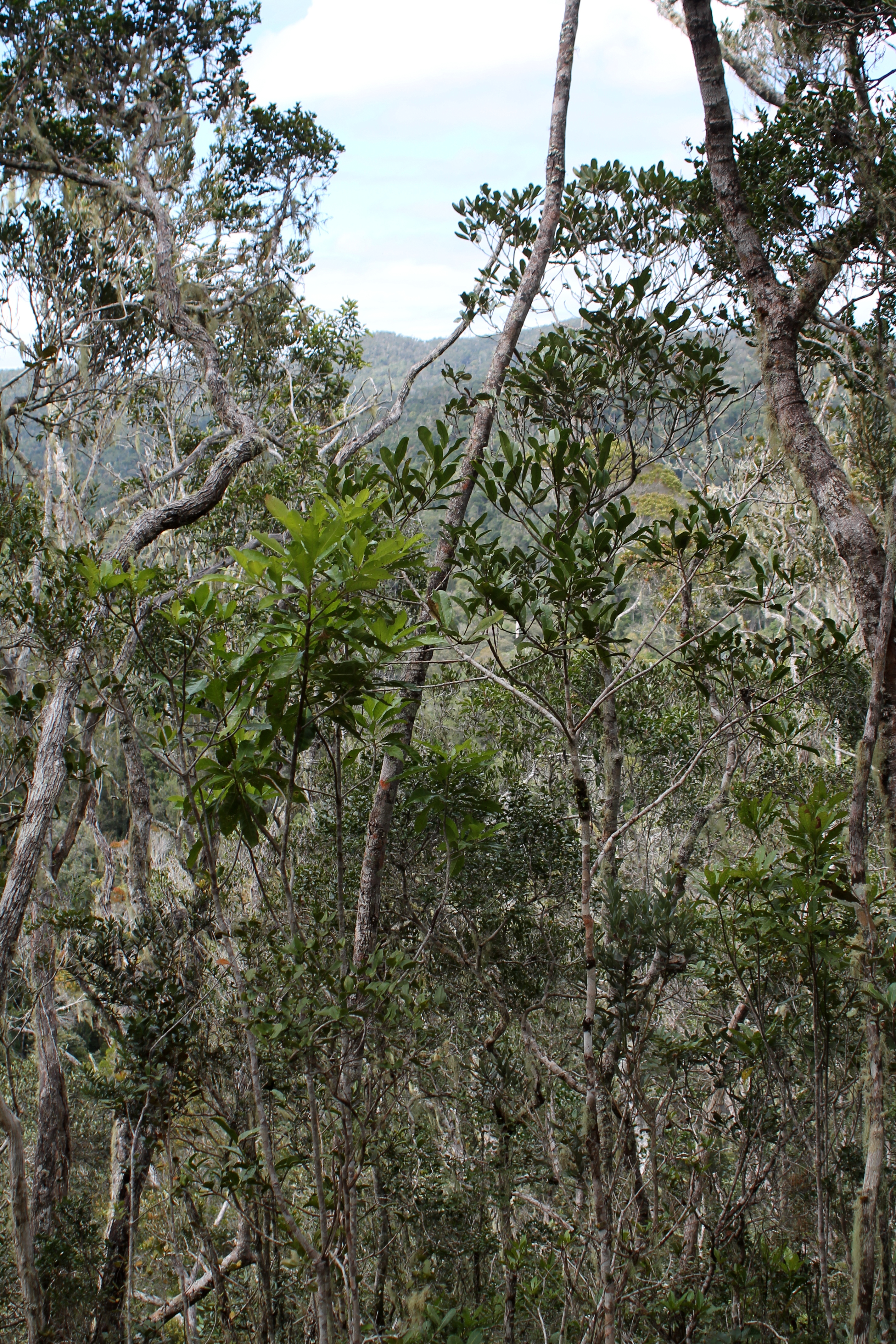
Leefgebied in Mantadia tijdens het droog seizoen. De vari leeft in deze periode voornamelijk in de bovenste boomlagen.

De zuidelijke grens van het verspreidingsgebied is waarschijnlijk het Manomboreservaat. De noordelijke grens van het verspreidingsgebied overlapt het westelijke leefgebied van de rode vari (Varecia rubra), ter hoogte van de rivier de Antainambalana. In dit gebied komen kruisingen van beide soorten voor. Andere beschermde gebieden waar de vari voorkomt zijn onder andere de reservaten Ambatovaky, Betampona, Mangerivola en Marotandrano, en de nationale parken Mananara Nord, Mantadia, Ranomafana, Zahamena en Masoala, op het eiland Nosy Mangabe.
De regenwouden waar de vari leeft staan onder invloed van de passaatwinden vanuit het oosten van het eiland. Op de meeste plaatsen bedraagt de neerslag zo'n 1500 millimeter per jaar en ligt de temperatuur tussen de 15 en 25 °C. Er kunnen twee hoofdseizoenen worden onderscheiden: een warm regenseizoen van oktober tot april en een kouder droog seizoen van mei tot september. Deze periodes hebben een invloed op de leefwijze van de vari. Van mei tot augustus foerageert hij voornamelijk in de bovenste boomlagen, 15 tot 25 meter boven de grond. In deze periode zijn hier namelijk de meeste jonge bladeren en bloemen te vinden. Tijdens het natte seizoen brengt de vari zijn tijd meer door in de lagere boomlagen.

### Populatie

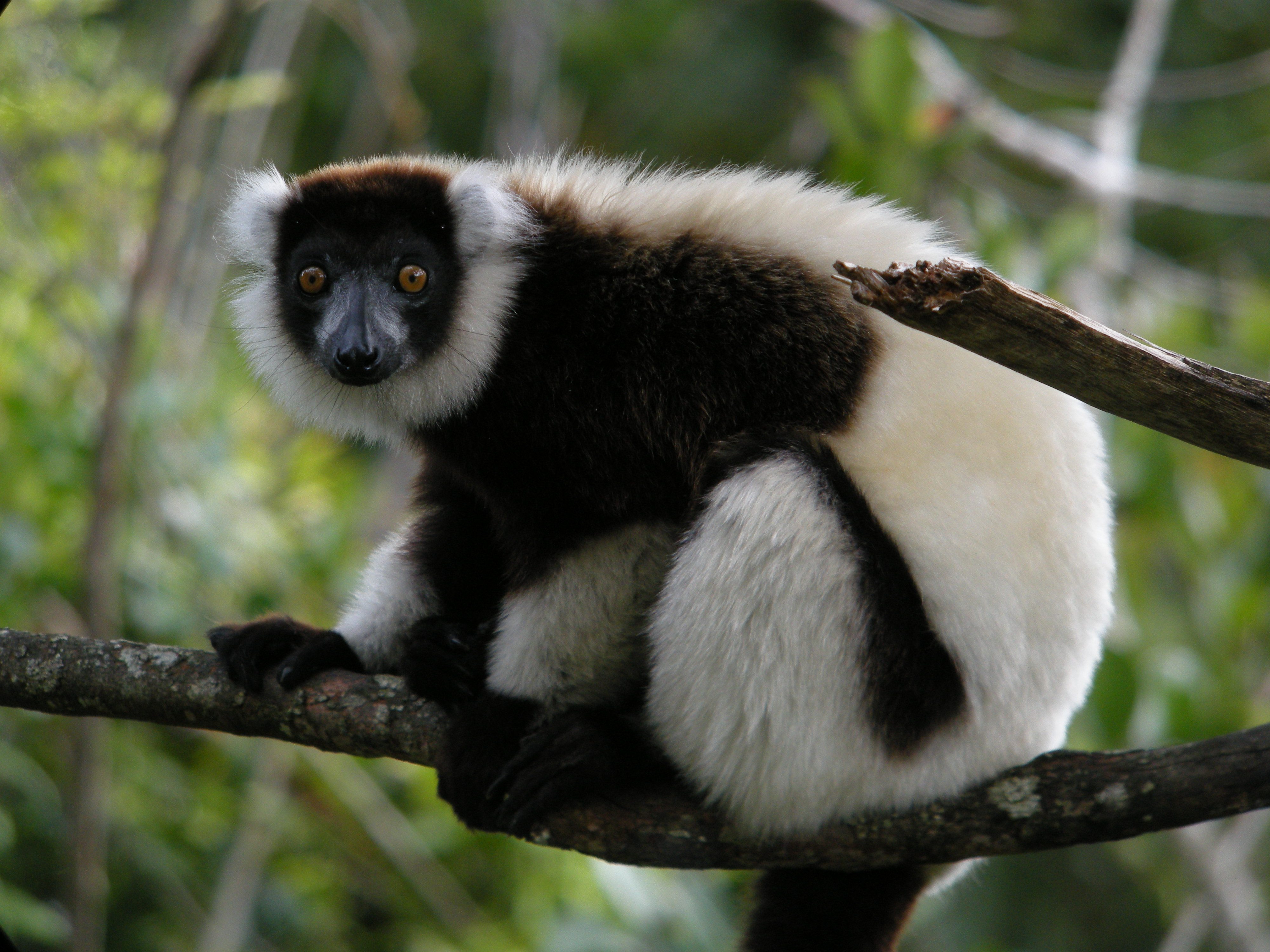
Vari in het Nationaal park Mantadia

De vari kent een grotere verspreiding dan de rode vari, maar een significant kleinere populatie. In zijn verspreidingsgebied leven relatief meer mensen dan in het leefgebied van de rode vari en het gebied bevat in verhouding minder beschermde reservaten. De meeste groepen leven geïsoleerd in kleine bosfragmenten. Het aantal vari's in het wild werd in 2006 geschat op tussen de 1000 en 10 000 individuen.
De grootst bekende populatiedichtheid van de vari is op Nosy Mangabe, een eiland met een oppervlakte van 5,2 vierkante kilometer in de Baai van Antongil. Het zijn nakomelingen van vari's die hier in de jaren 1930 met succes naar toe waren verhuisd. In 2003 werden op het eiland 29 tot 43 exemplaren per vierkante kilometer geteld. In 2011 werden in het Nationaal park Ranomafana 25 vari's per vierkante kilometer geteld, de grootst bekende populatiedichtheid van vari's in hun oorspronkelijke leefgebied. Op de derde plaats komen de wouden rond Antanamalaza, waar 10 tot 15 dieren per vierkante kilometer werden geteld. In het Manomboreservaat huisden volgens een oude telling 0,4 tot 2,5 dieren per vierkante kilometer, maar in 2007 werden er geen meer aangetroffen.

## Taxonomie en naamgeving

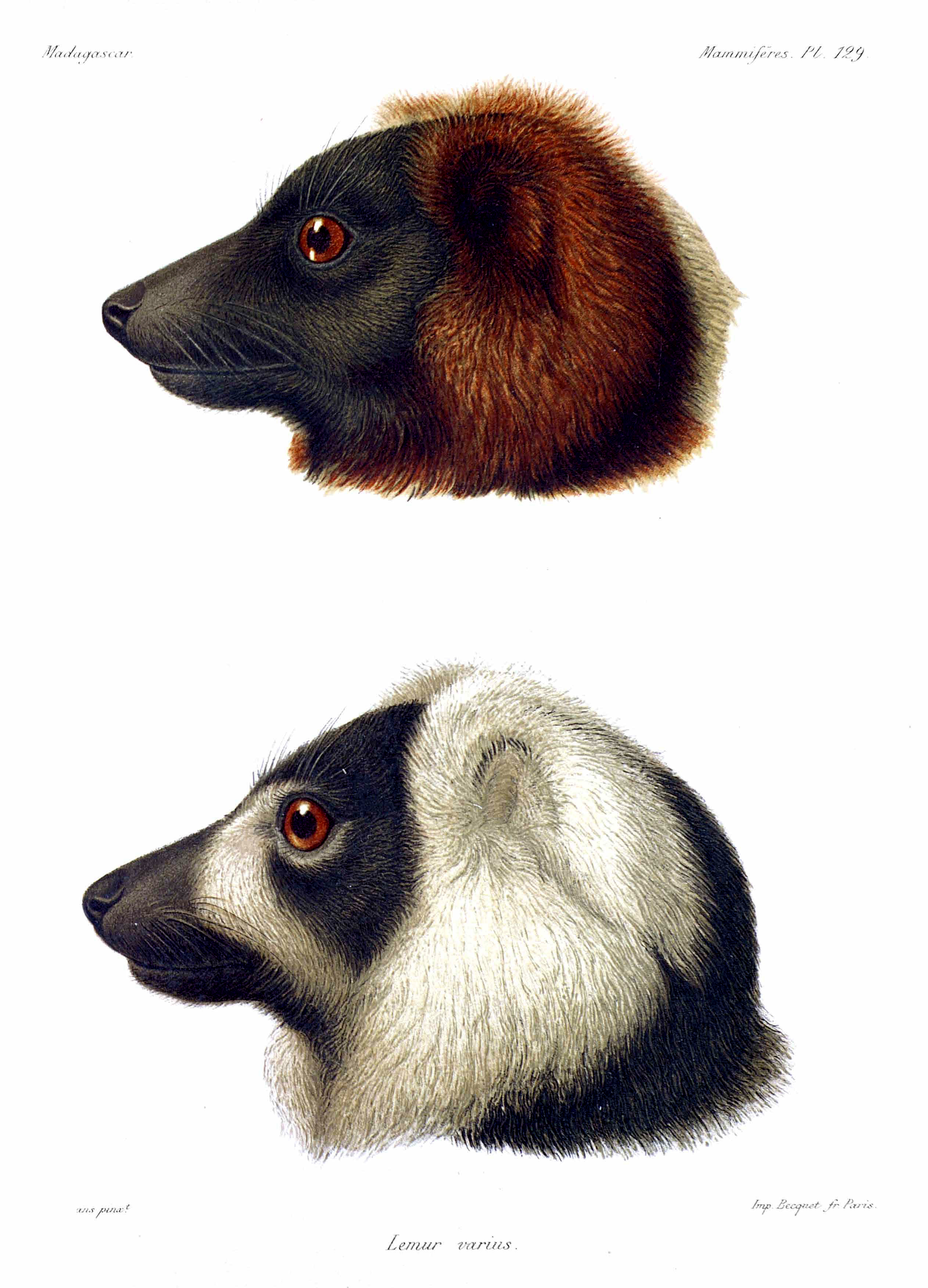
Illustratie van de rode vari en de vari met het onderschrift Lemur varius, in Histoire physique, naturelle et politique de Madagascar door Alfred Grandidier (1890)

De wetenschappelijke naam van de vari werd in 1792 door de Schotse schrijver en vertaler Robert Kerr voor het eerst geldig gepubliceerd als Lemur macaco variegatus, in het werk The Animal Kingdom. Aanvankelijk werden de vari en de rode vari als ondersoorten van de moormaki (nu Eulemur macaco) beschouwd. De Franse bioloog Étienne Geoffroy Saint-Hilaire plaatste in 1851 de vari's als ondersoorten in de nieuw beschreven soort Lemur varius.
De Franse primatoloog Jean-Jacques Petter maakte in de jaren 1950 een groot aantal veldstudies van de lemuren in Madagaskar. Op basis van zijn bevindingen publiceerde hij in 1962 het (toen nog) monotypisch geslacht Varecia en beschreef de zwart-witte vari en de rode vari respectievelijk als Varecia variegata variegata en Varecia variegata rubra. In 2001 publiceerde de Australische primatoloog Colin Groves zijn werk Primate Taxonomy, waarin de rode vari als een volle soort wordt beschouwd.
De geslachtsnaam Varecia is afgeleid van varika, een Malagassische naam voor lemuren. De soortnaam Variegata is afgeleid van variegātus, Latijn voor 'gevarieerd', een verwijzing naar de bontgekleurde vacht. De vari wordt in Madagaskar varikandra genoemd.

### Ondersoorten
De vachttekening van de vari varieert sterk, afhankelijk van de locatie van de habitat. In de noordelijke gebieden heeft de vari aanzienlijk minder zwart in zijn kleurpatroon dan zuidelijkere exemplaren. Op basis van het kleurpatroon en de verspreiding onderscheiden een aantal primatologen drie ondersoorten. De exacte verspreiding van de ondersoorten is onzeker. Door de uiterlijke overeenkomsten en het ontbreken van een duidelijke geografische scheiding bestaat er bovendien debat over de geldigheid van deze indeling. De verdeling in ondersoorten is als volgt:
De zwart-witte vari (Varecia variegata variegata) Kerr, 1792 is de nominaatondersoort. De noordelijke grens van zijn leefgebied is waarschijnlijk het Ambatovakyreservaat, dat ten zuiden van de rivier de Anove ligt. De zuidelijke grens is onzeker; in ieder geval komt de zwart-witte vari voor in het Nationaal park Zahamena en het nabijgelegen Betamponareservaat.

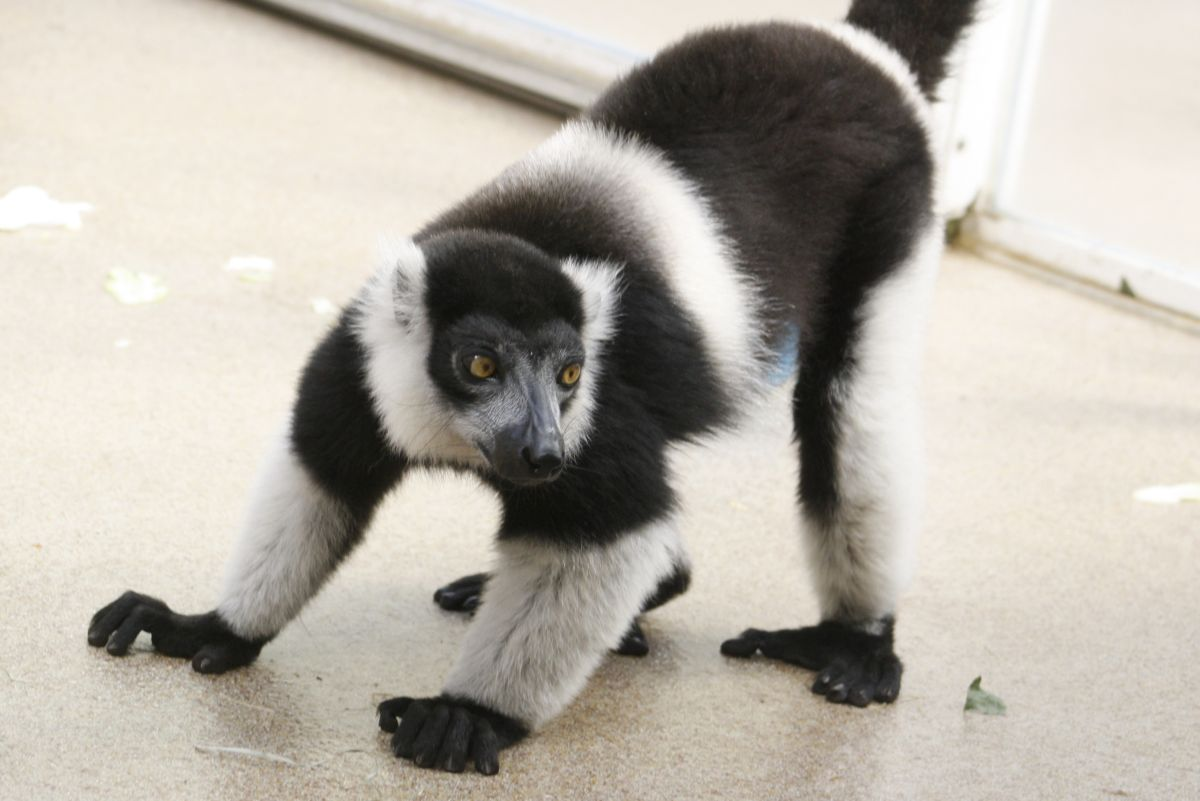
Bij de gordelvari (V. v. subcincta) is het wit op de rug beperkt tot een smalle gordel.

De gordelvari (Varecia variegata subcincta) A. Smith, 1833 is de noordelijkste ondersoort. Hij dankt zijn naam aan het feit dat het wit op zijn rug beperkt is tot een smalle gordel. Het leefgebied van de gordelvari ligt tussen de rivier de Antainambalana in het noorden en de rivier de Anove in het zuiden. Hiertoe behoren onder andere het Makira Natural Park en het Marotandranoreservaat. In de jaren 1930 werd de ondersoort geïntroduceerd in Nosy Mangabe. Momenteel is de dichtheid gordelvari's hier groter dan in het oorspronkelijke, versnipperde leefgebied.
Varecia variegata editorum Hill, 1953 is de zuidelijkste en recentst beschreven ondersoort. Zijn leefgebied grenst in het noorden aan dat van de zwart-witte vari. Door hun onderlinge gelijkenis en het bestaan van talrijke hybriden is het moeilijk om het exacte leefgebied van V. v. editorum te bepalen. Mogelijk bestaat er een grote overlap met dat van de zwart-witte vari. Gebieden waarvan met zekerheid is te zeggen dat V. v. editorum er voorkomt, zijn onder andere het Manomboreservaat en de Nationale parken Ranomafana en Mantadia. Het is onbekend tot welke ondersoort de vari's in het Mangerivolareservaat behoren.

### Overzicht
- Infraorde Lemuriformes (Lemuren)[h]
  - Superfamilie Cheirogaleoidea (Dwergmaki's)
  -  Superfamilie Lemuroidea
    - Familie Daubentoniidae (Vingerdieren)
    - Familie Indriidae (Indriachtigen)
    - Familie Lemuridae (Maki's)
      - Geslacht Eulemur (Echte maki's)
      - Geslacht Hapalemur (Halfmaki's)
      - Geslacht Lemur (Ringstaartmaki's)
      - Geslacht Prolemur
      - Geslacht Varecia (Vari's)
        - V. rubra (Rode vari)
        - V. varecia (Vari)
          - V. v. variegata (Zwart-witte vari)
          - V. v. subcincta (Gordelvari)
          - V. v. editorum

    - Familie Lepilemuridae (Wezelmaki's)

## Gedrag en levenswijze

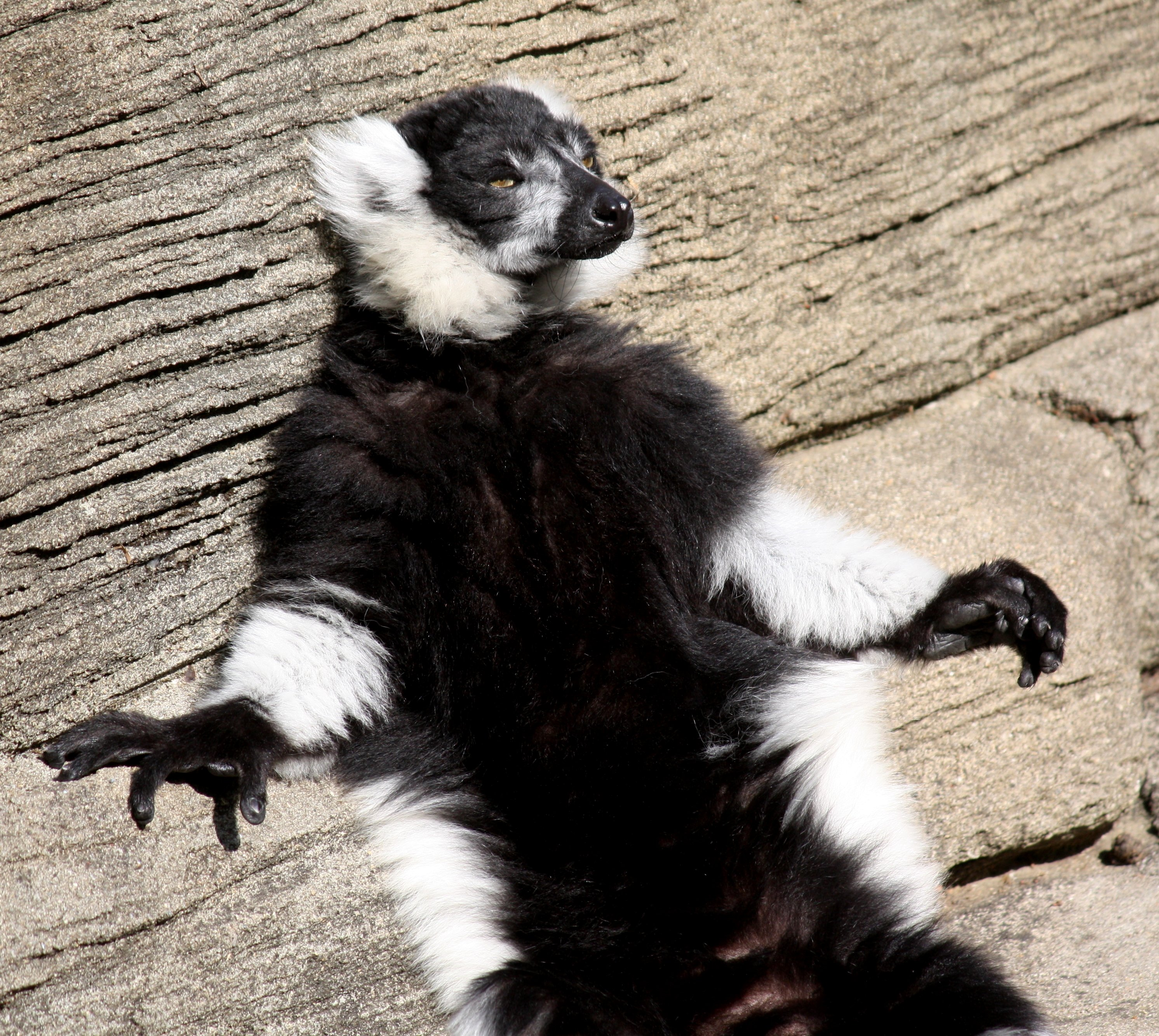
Een groot deel van de dag brengt de vari zonnebadend door.

De vari is een vrijwel volledig dagactief dier. Hij vertoont een sterke voorkeur voor wouden met veel fruitbomen en een hoog bladerdak. De vari komt zelden op de grond en brengt het grootste deel van zijn leven in de bovenste boomlagen door.
Vroeg in de morgen en rond het avonduur gaat de vari op zoek naar voedsel. Op de overige dagdelen is hij minder actief. De vari rust dan in verlaten nesten of boomholtes, verzorgt zijn vacht of neemt een zonnebad, waarbij hij zich met wijd uitgespreide voorpoten naar de zon keert. Verspreid over de dag laten vari's in een groep gezamenlijk hun kenmerkende schorre kreten horen.

### Sociale structuur
Net als bij alle lemuren zijn de volwassen vrouwtjes dominant. Sommige vari's vormen solitair opererende monogame koppels, maar de meesten leven in een promiscue groepsverband. Zo´n sociale groepseenheid bestaat uit meerdere volwassen mannetjes en vrouwtjes en hun eventuele nageslacht. De groep heeft een eigen voedselterritorium, meestal geconcentreerd rond een aantal fruitbomen met grote bladerdaken waar de groep voldoende voedsel kan vinden. Dit territorium wordt verdedigd door de vrouwtjes uit de groep, al gebeurt dit aanzienlijk minder fel dan bij veel andere maki's. Om voedselcompetitie te voorkomen houdt een groep vari's eerder afstand van andere groepen dan dat ze hun territoriumgrenzen bewaken.
De grootte van een groep en van zijn voedselterritorium lijkt afhankelijk te zijn van de habitat en het seizoen. Veel vari's leven, net als de meeste rode vari's, in een groep waarbij het hele jaar door dieren zich aansluiten of vertrekken; een uniek verschijnsel onder de lemuren. In het Nationaal park Ranomafana en veel andere regenwouden op het vasteland bestaat een groep uit vier tot negen dieren – zowel mannetjes als vrouwtjes – met een gezamenlijk territorium van 100 tot 150 hectare. De groepen op Nosy Mangabe bestaan elk uit acht tot zestien dieren en hebben een territorium van maximaal 30 hectare. In het Betamponareservaat zijn de groepen aanzienlijk kleiner; twee tot vijf individuen in een territorium van 16 tot 43 hectare. Tijdens het warme regenseizoen van november tot april zijn de groepen en hun territoria doorgaans groter dan in het koudere droog seizoen. Een gemeenschap kan in die periode tot wel dertig dieren bedragen. De vari's in zo'n gemeenschap delen een gezamenlijke slaapplaats, maar foerageren in hechtere subgroepen. Zo'n subgroep bestaat uit een geslachtsrijp vrouwtje, een geslachtsrijp mannetje en eventueel een aantal jonge dieren. Dit hoeven niet noodzakelijkerwijs de nakomelingen van (een van) de volwassen dieren te zijn.

#### Interacties

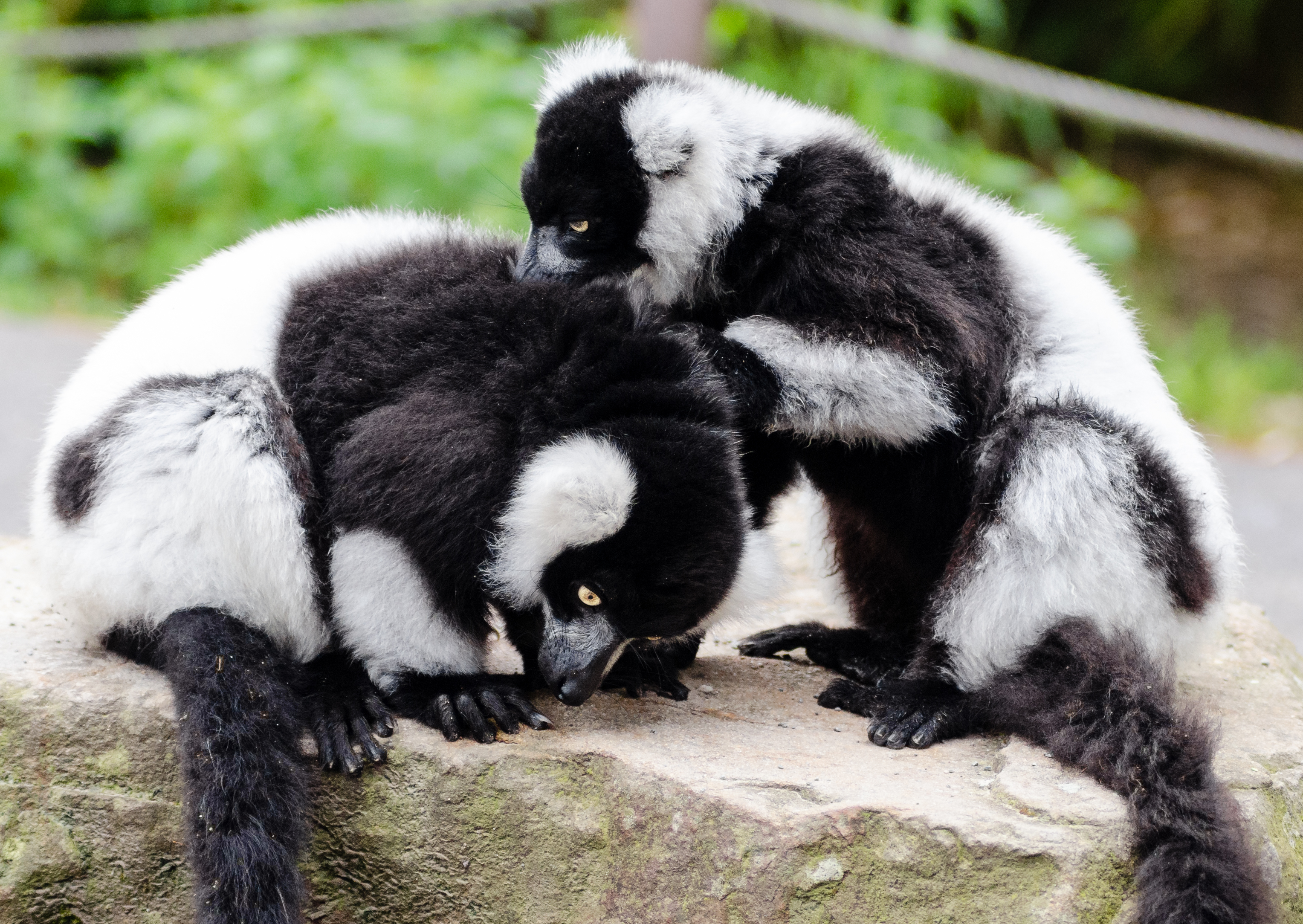
Vachtverzorging is een van de manieren waarop vari's hun sociale banden onderhouden.

De vrouwtjes onderhouden sterke banden met elkaar. Een van de belangrijkste manieren om deze banden te versterken is het verzorgen van elkaars vacht, zowel met de tandenkam als de speciale nagel aan de achterpoot. Dit heeft waarschijnlijk meer een symbolische dan een praktische functie, daar de vari zijn vacht vooral veel zelf verzorgt. Mannelijke groepsdieren vermijden gewoonlijk elkaars gezelschap. Bij zeldzame confrontaties reageren zij doorgaans agressief op elkaar. Een conflictsituatie begint doorgaans zonder veel agressie. Opponenten staren indringend naar elkaar, vaak gevolgd door schijnbewegingen en achtervolgingen. Alleen wanneer een geschil niet wordt beslist wordt de vari handtastelijk. Hij slaat daarbij zijn tegenstander met een voorpoot, terwijl hij steunt op zijn overige drie poten. Bij toenemende agressie staan en springen vari's op hun achterpoten en krabben, slaan en bijten elkaar.

#### Dominantie
Bij de vari is het vrouwtje aanzienlijk minder dominant over het mannetje dan bij de meeste andere lemuren. In conflictsituaties onderwerpt een vrouwtje zich soms aan een mannetje, iets wat bij andere lemuren niet is waargenomen. De dominantie van het vrouwtje komt het duidelijkst naar voren in het droge seizoen. Het voedselaanbod is dan minder groot dan in de rest van het jaar, maar de vrouwtjes dienen hun vetreserve aan te vullen voor het toekomstige nageslacht. Elke vari foerageert dan op geruime afstand van zijn groepsgenoten en de bevruchte vrouwtjes nemen de leiding in het zoeken naar voedsel. Zij nemen de voorrang bij de beste voedselbronnen en eten ook aanzienlijk meer dan de rest van de groep. In het regenseizoen is er meer voedsel beschikbaar en wordt er minder onderlinge afstand bewaard. In deze periode kan ook het mannetje de richting bepalen waarin naar voedsel wordt gezocht.

### Communicatie
De vari gebruikt een grote verscheidenheid aan geluidsignalen, die elk minstens een paar seconden duren en een eigen functie hebben. De meeste van deze geluiden lijken sterk op die van de rode vari, maar verschillen onder andere in frequentie en tempo.
Verspreid over de dag vormen groepsleden een koor, dat luide en schorre kreten produceert die wel een kilometer ver te horen zijn. Hierbij neemt de vari een typische horizontale houding aan, waarbij hij zijn kop en staart naar beneden richt en zijn schouders naar voren buigt. Het koor wordt schijnbaar zonder stimulans gevormd door een of meer dieren en na korte tijd valt de rest van de groep in. Het variabele groepskoor van de vari lijkt atonaal, maar is vrij complex van structuur. Doorgaans slaken vrouwtjes in een koor hoogfrequente gillen en laten de mannetjes een laag gebrul horen. Tijdens het broedseizoen mengt het mannetje vaak balk- en kwaakgeluiden in zijn gebrul. Het is niet met zekerheid te zeggen waarom de vari's een groepskoor vormen, maar waarschijnlijk dient het om afstand te bewaren tussen afzonderlijke groepen.
Net als sifaka's gebruikt de vari een aantal specifieke alarmgeluiden. Deze worden meestal in dezelfde lichaamshouding geslaakt als bij het groepskoor. Zo gebruiken ze een serie trillende, roofvogelachtige kreten bij gevaar vanaf de grond en een abrupt gebrul bij gevaar vanuit de lucht, vaak gepaard met hijgende geluiden door de neus. Reeksen van waarschuwingsgeluiden worden soms lange tijd achtereen geslaakt, tot wel gedurende 45 minuten. Aan het einde van een dergelijke reeks laat de vari dikwijls een harmonieus gehuil horen, een soorttypisch geluid waarmee hij zich onderscheidt van de rode vari. Mogelijk dient dit geluid om de groep te kalmeren; het wordt bijvoorbeeld ook 's avonds gebruikt wanneer een groep zich verzamelt op de slaapplaats.
Een ander veelgebruikt geluid van de vari is een licht gemiauw. Dit dient als contactgeluid tussen groepsleden en wordt vooral in rust gebruikt, met name tussen vari's die elkaar niet kunnen zien. De vari uit zijn onderdanigheid tegenover een soortgenoot door middel van een hoogfrequent, snel gebabbel, waarbij hij zijn bek wijd open houdt en zijn ondertanden ontbloot. In reactie op plotselinge geluiden of bewegingen laat de vari een hondachtig gegrom van drie à vier seconden horen. Wanneer hij licht geërgerd is, laat hij soms een nasaal geknor horen.
Geursporen zijn voor de vari de belangrijkste vorm van territoriumafbakening. Hij is echter weinig territoriaal en gebruikt minder geursporen dan de meeste andere maki's. Voor het maken van een geurspoor wrijft een vrouwtje met haar genitale zone over horizontale oppervlakken, zoals boomtakken. Het mannetje gebruikt vooral geurklieren in zijn nek, snuit en borst. Hij drukt zich tegen zowel horizontale als verticale oppervlakken terwijl hij zijn geurstoffen uitscheidt. Vrouwtjes gebruiken geursporen ook om elkaar te begroeten. Hierbij springen ze over elkaar, zodat hun geur op de rug van de ander wordt achtergelaten.

### Houding en voortbeweging
De vari komt zelden op de grond. Hier verplaatst hij zich met korte sprongetjes, te vergelijken met de voortbeweging van een eekhoorn. Het grootste deel van zijn leven brengt de vari in bomen door. Over dikkere takken loopt hij in een horizontale houding, waarbij hij zijn staart gebruikt om in evenwicht te blijven. Deze manier van voortbewegen wordt bij de meeste maki's aangetroffen, maar de vari bezit samen met de rode vari een aantal unieke vaardigheden.
Vari's kunnen grotere en nauwkeurigere sprongen maken dan andere maki's. Alvorens te springen kijkt de vari over zijn schouder om de afstand in te schatten. Nadat hij zich heeft afgezet, draait hij zijn lichaam zodanig dat hij zich met vier poten aan de volgende boom of tak vast kan grijpen.
De vari schijnt een voorkeur te hebben voor de vruchten die aan de dunne uiteinden van de takken hangen. Om deze te kunnen bereiken hangt hij vaak ondersteboven aan zijn achterpoten. Deze aanpassing op zijn eetgewoontes is typisch voor vari's en wordt niet bij andere maki's aangetroffen. Zijn behendigheid stelt de vari in staat om te concurreren met lemuren die kleiner en lichter zijn.

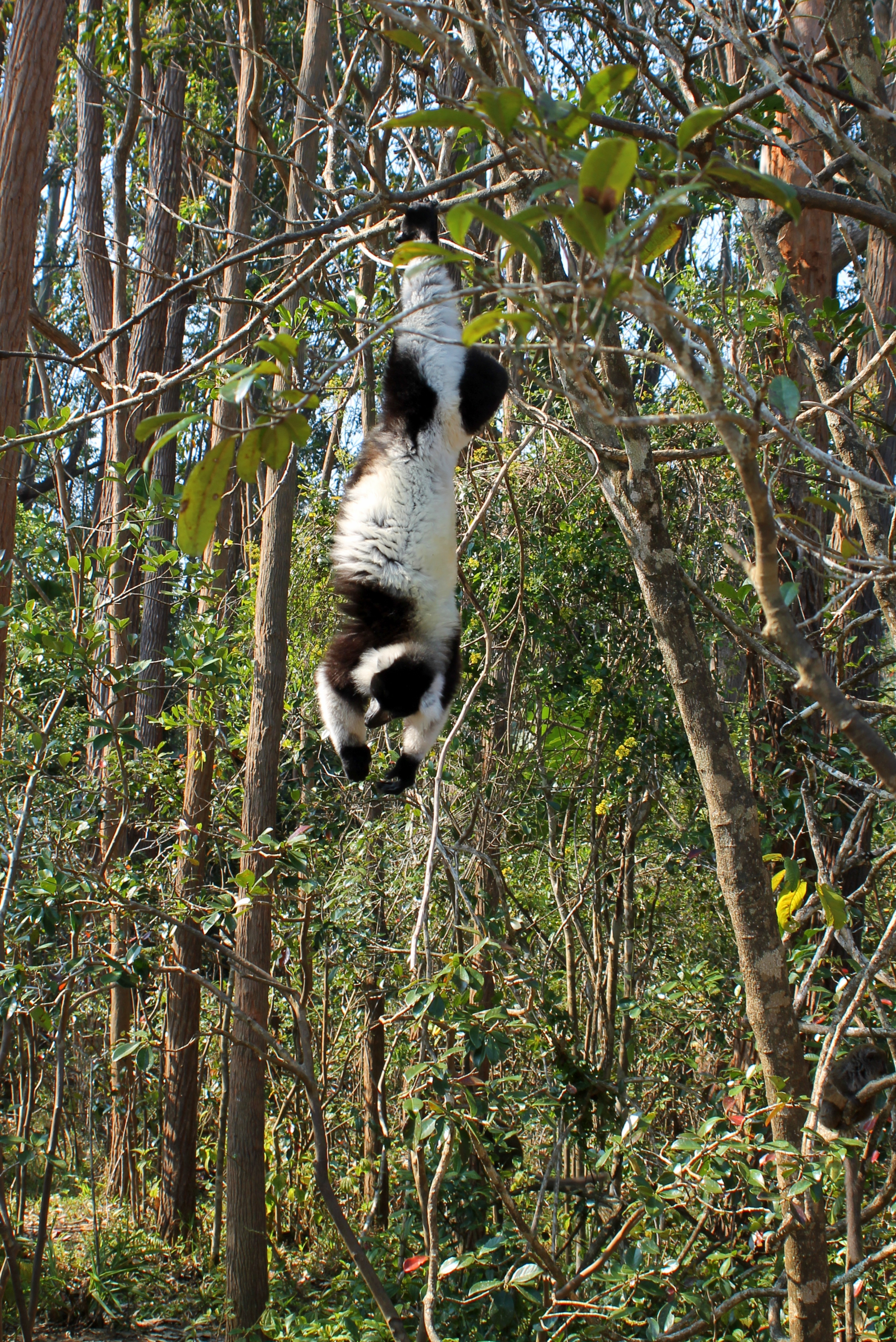
De vari foerageert regelmatig in een ondersteboven houding.

### Voedsel
De vari is net als de rode vari herbivoor en heeft eetgewoonten die sterk overeenkomen met die van indri's en sifaka's. Hij voedt zich met plantendelen afkomstig van tientallen verschillende plantensoorten. Soms verlaat de vari zijn voedselbomen om zich op de grond te voeden met paddenstoelen en aarde. Dit laatste zorgt voor een aanvulling van nuttige mineralen en helpt bovendien om darmparasieten te doden.
Vari's zijn meer frugivoor dan andere makisoorten, wat wil zeggen dat vruchten een groter deel uitmaken van hun totale dieet. Bij de vari is dit aandeel 74 tot 90 procent. Per dag voedt hij zich gemiddeld met tien verschillende soorten fruit, waarbij vruchten van Chrysophyllum boivinianum, Harungana madagascariensis, Protorhus fulva en Ravensara-soorten het grootste deel uitmaken. Door zijn gewoonte om zich met veel verschillende vruchten te voeden foerageert de vari in een aanzienlijk groter gebied dan de meeste andere maki's.
Naast vruchten voedt de vari zich met nectar, bloemen en kleine hoeveelheden bladeren. Nectar is slechts in een korte periode van het jaar beschikbaar. In deze periode vormt het de belangrijkste aanvulling op het dieet van de vari. Dankzij zijn lange snuit en tong is hij in staat om de nectar onder in de bloemen te bereiken en op te likken, waarbij hij de bloeiwijze intact laat.
In het droog seizoen is het voedselaanbod schaarser. Mannelijke vari's eten dan gewoonlijk minder, zodat er meer overblijft voor de vrouwtjes. Wanneer een vrouwtje zwanger is of jongen zoogt, vult ze haar dieet laat op de middag aan met extra bloemen en jonge bladeren. Deze bevatten gemiddeld meer proteïne, wat de kwaliteit van de moedermelk aanzienlijk verhoogt.

## Voortplanting
De paartijd van de vari is tussen mei en juli. Het vrouwtje ovuleert slechts vier tot acht uur, zodat volwassen mannetjes haar in deze periode nauwgezet in de gaten houden. Door aan de urine te ruiken en te likken kan een mannetje inschatten hoever de cyclus van een vrouwtje is gevorderd. Op de dag van ovulatie blijft een mannetje constant dicht in haar buurt en doet geregeld toenaderingen. Hierbij laat hij een complex en gevarieerd gejank horen, vaak vergezeld met onderdanige of voorzichtige, defensieve bewegingen. Beide dieren eten gedurende deze periode niet. Wanneer het vrouwtje ovuleert en paringsbereid is, laat zij dit aan het mannetje weten door op zijn hoofd te tikken of hem te bijten. Zonder dit teken zal een vrouwtje het mannetje vrijwel nooit toelaten om met haar te paren. Direct na de paring hervat het koppel hun normale dagroutine van eten en rusten. Wanneer het vrouwtje in haar eerste ovulatie niet is bevrucht, start er normaal gesproken een tweede cyclus, na een interval van 40 tot 42 dagen.

### Geboorte en ontwikkeling

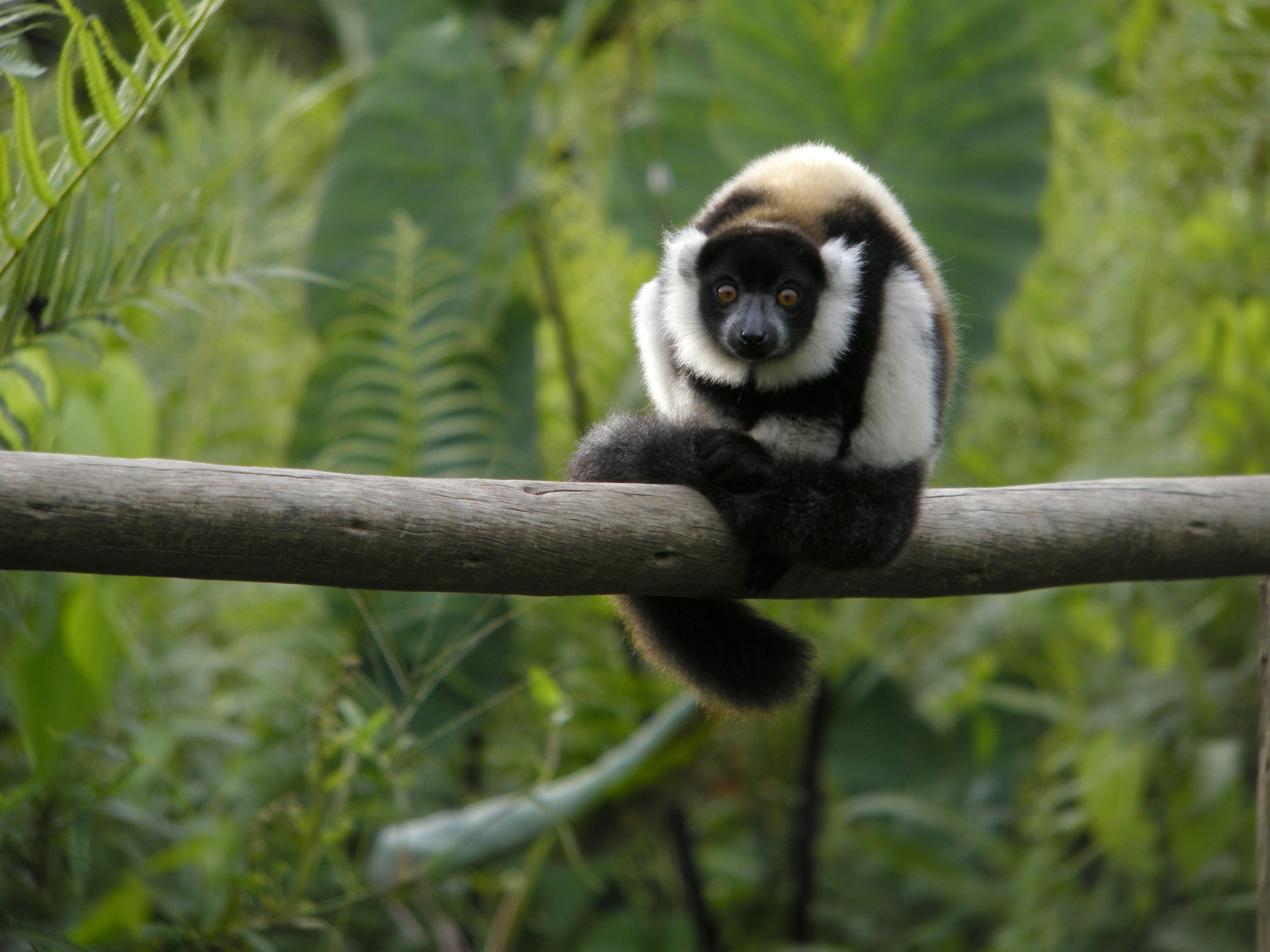
Een juveniel is na vier maanden voor 75 procent volgroeid en net zo mobiel als volwassen vari's.

De draagtijd van vari's en rode vari's is aanzienlijk korter dan bij andere makisoorten. Het zijn bovendien de enige primaten die een nest bouwen voor hun pasgeboren jongen. Het nest wordt gemaakt van twijgen, lianen en bladeren, de vrouwtjes gebruiken ook haren die ze uit hun eigen vacht trekken. De constructie is goed verborgen in het bladerdak, meestal tien tot twintig meter boven de grond. Sommige groepen bouwen een gezamenlijk nest, dat nadat de jongen zijn geboren constant door een groepslid wordt bewaakt. De levensverwachting van het nageslacht wordt hierdoor aanzienlijk vergroot.
Na een draagtijd van 90 tot 106 dagen worden de jongen geboren. Een worp bestaat meestal uit twee of drie jongen, maar dit aantal kan variëren van een tot vijf. De meeste jongen worden geboren in de maanden september en oktober, in de periode met de grootste hoeveelheid beschikbaar fruit. Het gewicht bij de geboorte ligt net onder de 100 gram. Meerdere jongen kunnen tegelijk worden gezoogd, daar het vrouwtje drie paar melkklieren heeft. De jongen blijven 7 tot 14 dagen in het nest bij de moeder. Daarna draagt de moeder hen in de bek rond. Wanneer zij gaat foerageren plaatst ze hen tot wel enkele uren lang op verborgen plekken tussen het gebladerte of in het gemeenschappelijke nest. Hierdoor kan zij zich maximaal voeden met vruchten, bloemen en nectar. Deze voeding draagt bij aan een zeer voedzame moedermelk, waardoor vari's zich sneller ontwikkelen dan andere lemuren.
Op een leeftijd van drie weken is een juveniel in staat om zelfstandig de moeder te volgen, waarbij beiden regelmatig contactgeluiden uitwisselen. Het jonge dier heeft grote handen in vergelijking tot de rest van het lichaam, wat hem een sterke grip geeft als hij uit een boom dreigt te vallen. Na veertig dagen eet het jong ook vast voedsel. Op een leeftijd van vier maanden heeft de juveniel drie vierde van de volwassen grootte bereikt en is dan net zo mobiel als de moeder. Na vijf à zes maanden is hij gespeend, al blijven enkelen nog tot acht maanden bij de moeder drinken. Deze snelle ontwikkeling, samen met de korte draagtijd en het grote aantal nakomelingen per nest, is ongebruikelijk bij maki's. Deze eigenschappen worden onder de lemuren voornamelijk bij muismaki's aangetroffen.
Bij de vari bestaat een grote kindersterfte; in sommige jaren wordt slechts 35 procent van de dieren ouder dan drie maanden. Deze sterfte is voornamelijk te wijten aan valpartijen uit een boom of soortgelijke ongelukken. Vrouwelijke vari's zijn seksueel rijp na 18 tot 20 maanden, mannetjes na 32 tot 48 maanden. Een vari in het wild wordt gemiddeld 19 jaar oud. In gevangenschap zijn leeftijden tot wel 36 jaar gerapporteerd.

## Ecologie
De vari speelt een belangrijke rol in de ecologie van zijn habitat. Dankzij zijn snelle spijsvertering worden de zaden uit gegeten vruchten meestal twee tot drie uur later weer uitgescheiden, vaak op grote afstand van de moederplant. Hierdoor kunnen de zaden zich over een groot gebied verspreiden. Wanneer de vari zich met nectar of bloemen voedt, blijft stuifmeel op zijn snuit en vacht kleven. Zo zorgt de vari voor de bestuiving van een groot aantal endemische planten. Een voorbeeld is de reizigersboom (Ravenala madagascariensis), waarvan de moeilijk te bereiken nectar favoriet is bij de vari. Waarschijnlijk is de vari de bestuiver met de grootste afmetingen in de dierenwereld.

### Natuurlijke vijanden

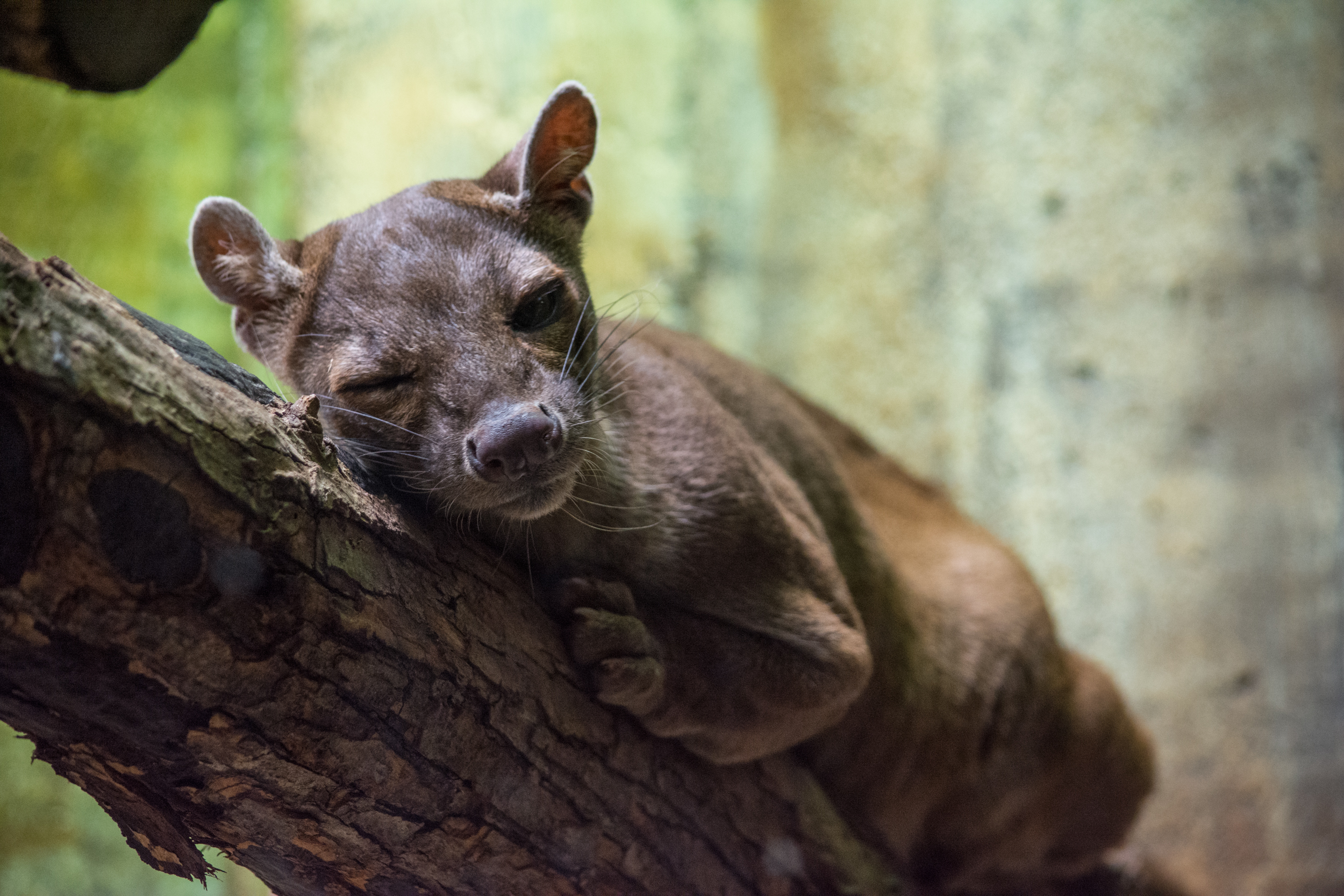
De fretkat is een van de belangrijkste vijanden van de vari, maar het is zelden waargenomen dat hij ze daadwerkelijk doodt.

De belangrijkste natuurlijke vijanden van de vari zijn haviken, arenden en de fretkat (Cryptoprocta ferox). Er zijn echter weinig gevallen van doding door predatoren gerapporteerd. De vari is een goede klimmer die meestal hoog in de bomen leeft. Bovendien leven de meeste vari's in een georganiseerde groep, zodat potentiële vijanden snel worden opgemerkt. Doding door roofvogels is zelden waargenomen en van de fretkat is alleen bekend dat hij geïntroduceerde vari's in het Betamponareservaat heeft gedood die in gevangenschap waren gefokt.

### Sympatrischelemuren
Binnen het leefgebied van de vari komen ten minste twaalf andere lemurensoorten voor. Vijf van deze soorten zijn nachtdieren en kennen vrijwel geen interactie met de vari. Dit zijn de oostelijke wolmaki (Avahi laniger), de grote katmaki (Cheirogaleus major), de grote wezelmaki (Lepilemur mustelinus), de rode muismaki (Microcebus rufus) en het vingerdier (Daubentonia madagascariensis). De dagactieve lemuren in het leefgebied zijn de rode vari, de indri, de diadeemsifaka (Propithecus diadema), de bruine maki (Eulemur fulvus), de roodbuikmaki (E. rubriventer), de witkopmaki (E. albifrons) en de grijze halfmaki (Hapalemur griseus).
De vari is dominant over soorten die in de bovenste boomlaag foerageren, zoals de roodbuikmaki. De grijze halfmaki vermijdt zelfs elke confrontatie met de vari. De in het noorden van Madagaskar voorkomende witkopmaki zoekt zijn voedsel voornamelijk in lagere boomlagen dan de vari. Deze soort vormt derhalve geen bedreiging voor de vari en het is waargenomen dat jonge vari's samen met deze maki's spelen.

## Relatie met de mens

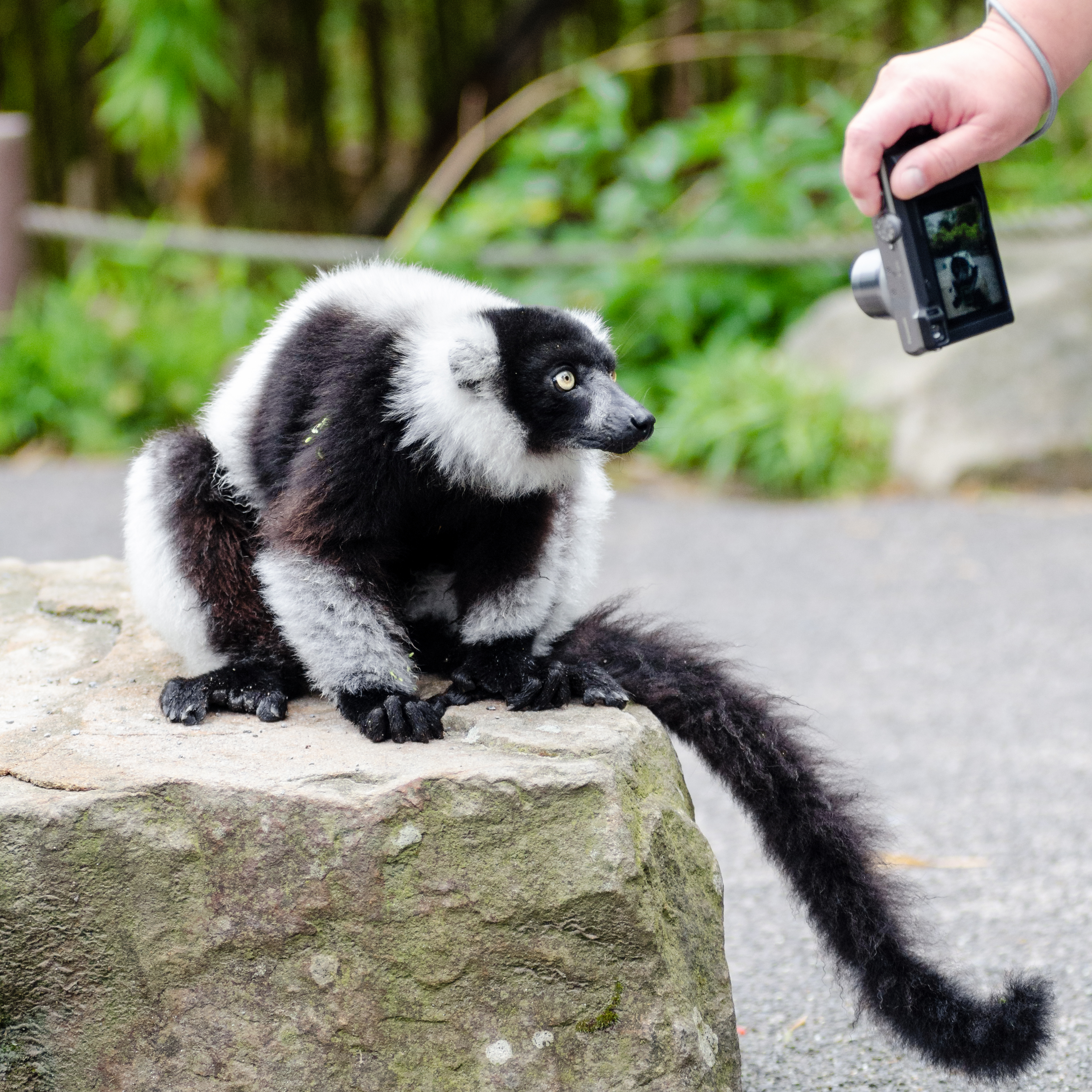
De vari is een publiekstrekker in veel dierentuinen.

Aan het eind van de 17e eeuw werd de oostkust van Madagaskar een broeinest van piraterij. Aangelokt door de bloeiende handel die hier ontstond, trokken veel Malagassiërs naar het bosrijke leefgebied van de vari. Voor de bewerking van het land maakten zij gebruik van brandlandbouw, zodat een groot deel van de oorspronkelijk regenwouden werd vernietigd. De vari was een favoriete prooi voor inheemse jagers, daar hij door zijn grote formaat, zijn opvallende kleurpatroon en de ver-dragende roep eenvoudig is op te sporen. De Franse kolonisatie in 1897 resulteerde in de aanleg van wegen en spoorlijnen in Oost-Madagaskar, waardoor het leefgebied van de vari verder versnipperd raakte.
Rond 1985 groeide de belangstelling voor de fauna van Madagaskar en sindsdien is er vooral veel onderzoek verricht naar de lemuren. De vari is een van de bekendste vertegenwoordigers van deze diergroep en heeft in Madagaskar een iconische status gekregen. Zo wordt hij sinds 2004 afgebeeld op het bankbiljet van 1000 ariary. In souvenirwinkels is een verscheidenheid aan voorwerpen te koop met de vari als thema. Buiten Madagaskar heeft de vari bekendheid verworven in dierentuinen verspreid over de hele wereld. In 2006 werd het aantal vari's in gevangenschap geschat op 650 exemplaren.

### Bedreiging
Sinds oudsher worden lemuren in veel plaatsen beschermd door lokale fady, oftewel bijgelovige taboes. Door het toenemen van de armoede in Madagaskar wegen zulke fady echter steeds minder op tegen de behoefte aan bushmeat en wordt ook de vari steeds meer bejaagd. Ook worden vari's uit hun natuurlijke leefgebied gehaald om ze als huisdier te houden. Een vari die in gevangenschap is opgegroeid zal zich nadat hij is vrijgelaten moeilijk kunnen aanpassen aan het leven in het wild. Verspreid in Oost-Madagaskar bestaan tal van instanties die fungeren als opvangcentra voor zulke vari's, waaronder dierentuinen, reservaten en toeristische uitspanningen.
De grootste bedreiging voor de vari is de achteruitgang van zijn leefgebied, zowel wat kwaliteit als omvang betreft. Vari's zijn sterk afhankelijk van fruitdragende gewassen en daardoor gevoeliger voor degradatie van hun habitat dan andere makisoorten. Wanneer regenwouden door menselijke activiteit worden verstoord is de vari doorgaans de lemuursoort die als eerste verdwijnt. Brandlandbouw wordt nog steeds op grote schaal toegepast in Madagaskar en bomen worden illegaal gekapt voor brandhout of voor de houtexport. Bovendien worden veel varipopulaties verstoord door mijnbouwactiviteiten in hun leefgebied. In de periode van 1993 tot 2014 is het totaal aantal vari's in het wild met 80 procent geslonken. De soort is uit een aantal beschermde reservaten verdwenen, zoals het Nationaal park Andringitra en het Analamazoatra-reservaat, nabij het Nationaal park Mantadia.

### Bescherming

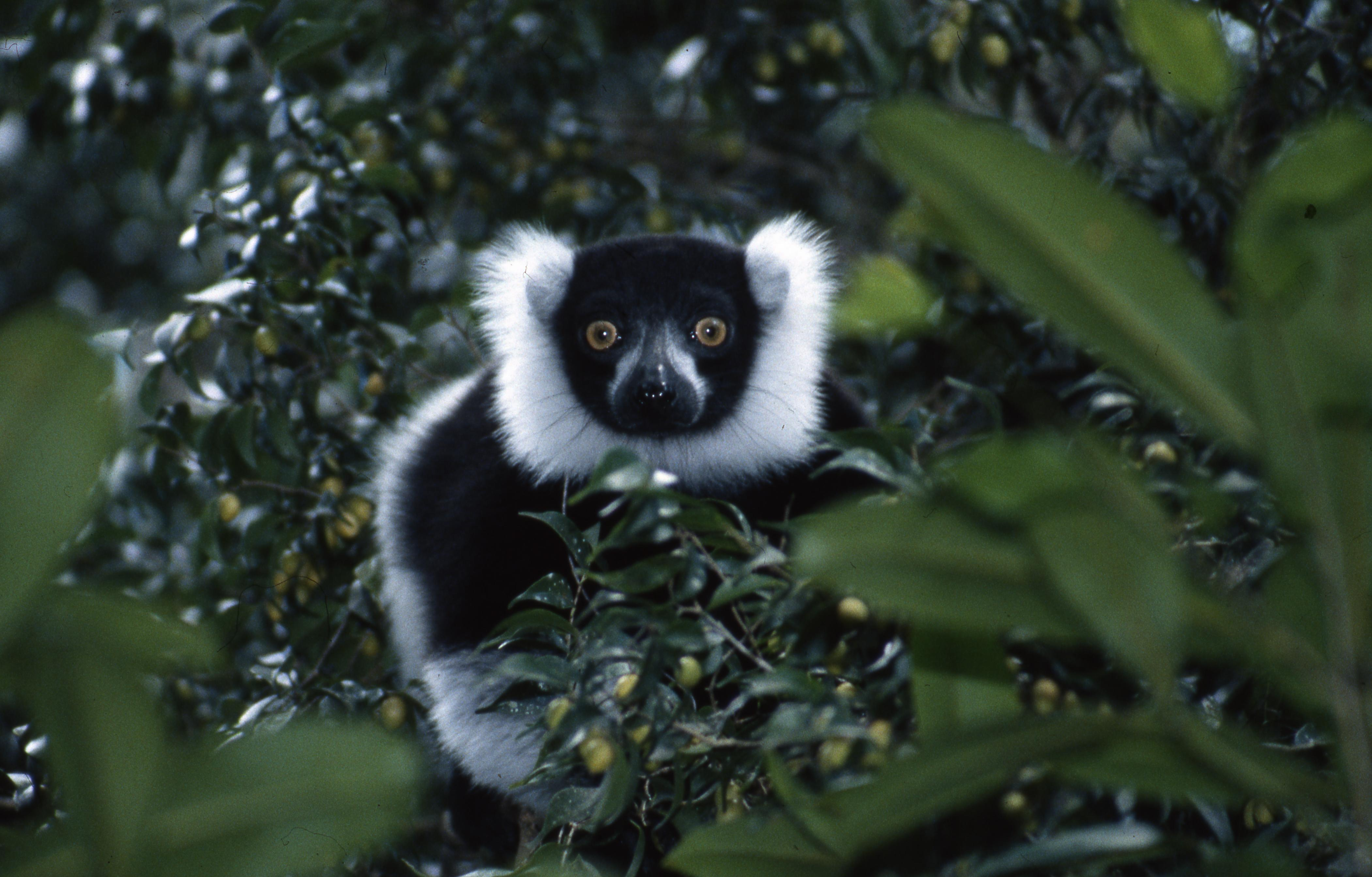
Vari in het Betamponareservaat

De status van de vari werd in 2008 als 'kritiek' (CR of Critically Endangered) geklasseerd op de Rode Lijst van de IUCN. Bij de herziening in 2014 is deze status hetzelfde gebleven. Daarnaast is de vari opgenomen op Appendix I van de lijst van CITES (Convention on International Trade in Endangered Species), wat wil zeggen dat hij niet uit het wild gehaald mag worden om te worden uitgevoerd of verhandeld.
De Madagascar Fauna Group is een internationale bond van dierentuinen en milieuorganisaties die zich inzet voor de bescherming van Madagaskars flora en fauna. De organisatie gebruikt een afbeelding van de vari in zowel haar eigen logo als in het logo van de campagne 'Save the Lemur'. Tussen 1997 en 2001 zette de organisatie vari's uit in het Betamponareservaat. De dieren waren voor dit doel door het Duke University Primate Center (tegenwoordig het Duke Lemur Center) in de Verenigde Staten gefokt. Veel vari's hadden grote moeite zich aan te passen aan het leven in het wild, maar enkele herintroducties verliepen succesvol. In 2004 was de populatie in het reservaat uitgegroeid tot 35 dieren. Latere pogingen van de Madagascar Fauna Group om vari's in het wild uit te zetten stagneerden, onder andere omdat men er niet in slaagde om een geschikte uitzetplaats te vinden. Het groeiend aantal reservaten en nationale parken in Madagaskar en de snelle ontwikkeling van jonge vari's hebben wel geresulteerd in het herstel van een klein aantal populaties.